# Hans Jørn Fogh Olsen
Hans Jørn Fogh Olsen, né le 14 novembre 1943, est un astronome danois.

## Biographie
Le Centre des planètes mineures le crédite de la découverte de quatre astéroïdes, effectuée entre 1984 et 1987, toutes avec la collaboration de Karl A. Augustesen et de Poul Jensen.
L'astéroïde (5323) Fogh lui est dédié.
| (3033) Holbaek | 5 mars 1984      |
| (3934) Tove    | 23 février 1987  |
| (5320) Lisbeth | 14 novembre 1985 |
| (5321) Jagras  | 14 novembre 1985 |